# Modern Jazz Quartet

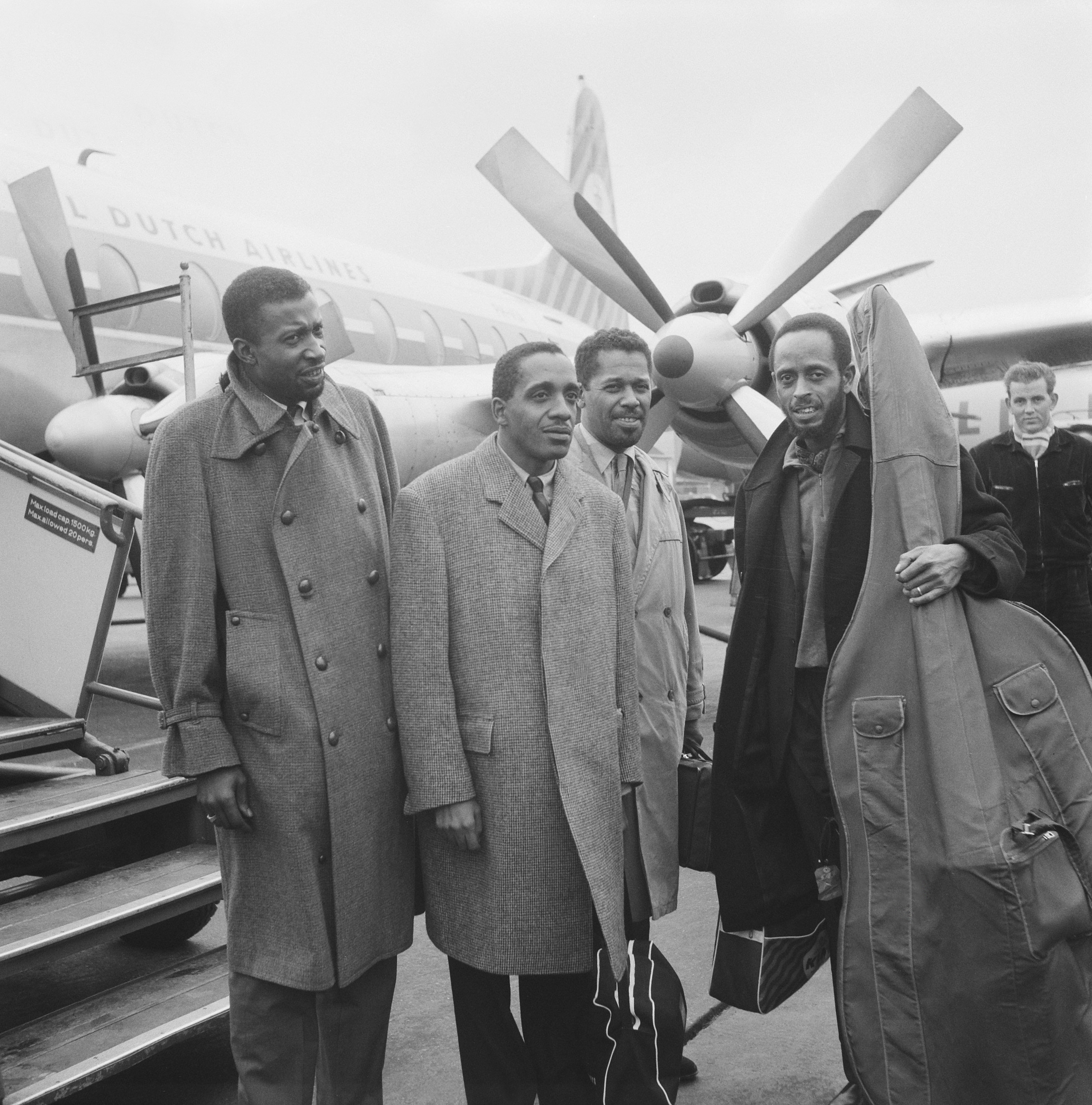
Modern Jazz Quartet op Schiphol (1961)

Modern Jazz Quartet (ook wel MJQ, Milt Jackson Quartet) was een invloedrijke jazzgroep van vier personen die werd opgericht in 1952. Het combo werd in de jaren vijftig wereldberoemd. De groep trad op in smoking en maakte muziek die soms klassiek aandoet. Zij bestond uit Milt Jackson, John Lewis, Percy Heath en Kenny Clarke. Clarke werd in 1955 vervangen door Connie Kay. Officieel ging de band door tot 1974, maar kwam hierna nog een aantal maal samen voor optredens.

## Bandleden

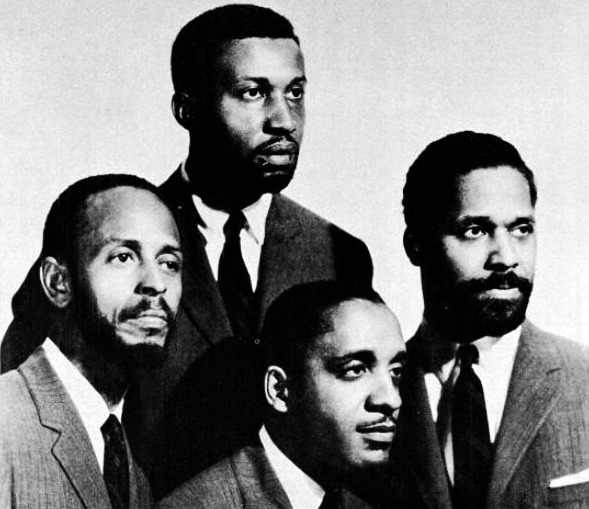
Modern Jazz Quartet in 1964

- Milt Jackson (vibrafoon)
- John Lewis (piano)
- Percy Heath (contrabas)
- Connie Kay (drums)

## Discografie

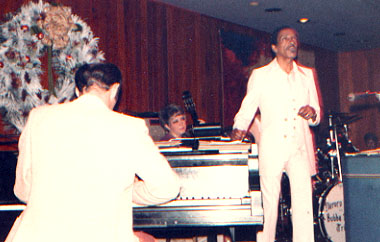
Milt Jackson in de jaren zeventig

- 1952: The Quartet (Savoy Records - Nippon Columbia)
- 1952: M.J.Q. (Prestige Records)
- 1955: Concorde (Prestige Records)
- 1956: Django (Prestige Records), opgenomen 1953-55
- 1956: Fontessa (Atlantic Records)
- 1956: At Music Inn - Guest Artist: Jimmy Giuffre (Atlantic Records)
- 1958: The Modern Jazz Quartet Plays One Never Knows - Original Film Score for "No Sun in Venice" (Atlantic Records)
- 1957: Modern Jazz Quartet: 1957 (Atlantic Records)
- 1958: At Music Inn - Guest Artist: Sonny Rollins (Atlantic Records)
- 1958: The Modern Jazz Quartet Live (Atlantic Records)
- 1959: Odds Against Tomorrow (Atlantic Records, United Artists Records)
- 1959: Longing for the Continent
- 1960: Pyramid (Atlantic Records)
- 1960: Third Stream Music (Atlantic Records) met The Jimmy Giuffre 3, the Beaux Arts String Quartet and Gunther Schuller
- 1960: Immortal Concerts
- 1960: European Concert (Atlantic Records)
- 1960: Modern Jazz Quartet in Concert, opgenomen in Ljubljana, Joegoslavië, May 27, 1960
- 1960: Modern Jazz Quartet Live and at Its Best
- 1960: Patterns (United Artists)
- 1961: Compact Jazz
- 1961: The Modern Jazz Quartet & Orchestra
- 1962: Lonely Woman (Atlantic Records)
- 1962: The Comedy (Atlantic Records)
- 1963: In a Crowd [Live]
- 1964: The Modern Jazz Quartet met Laurindo Almeida: Collaboration (Atlantic Records)
- 1964: The Sheriff (Atlantic Records)
- 1966: Place Vendôme The Modern Jazz Quartet and The Swingle Singers (Philips Records)
- 1966: Blues at Carnegie Hall
- 1966: Plays George Gershwin's Porgy and Bess (Atlantic Records)
- 1969: Under the Jasmine Tree (Apple Records)
- 1969: Space (Apple Records)
- 1971: Plastic Dreams
- 1972: The Legendary Profile (Atlantic Records)
- 1973: The Art of The Modern Jazz Quartet/The Atlantic Years, 2-LP Anthology (Atlantic Records)
- 1973: In Memoriam (Little David Records)
- 1973: Blues on Bach (Atlantic Records)
- 1974: The Complete Last Concert
- 1981: Paul Desmond met The Modern Jazz Quartet, The Only Recorded Performance, live opgenomen in 1971 in Town Hall, NYC (Finesse)
- 1981: Reunion at Budokan
- 1982: Together Again! Modern Jazz Quartet Live at the Montreux Jazz Festival 1982 (Pablo Records)
- 1984: Echoes
- 1987: Three Windows - The Modern Jazz Quartet met The New York Chamber Symphony (Atlantic Jazz)
- 1988: For Ellington (EastWest)
- 1988: The Best of The Modern Jazz Quartet
- 1994: MJQ & Friends - A 40th Anniversary Celebration (Atlantic Jazz)
- 1995: Dedicated to Connie, uitgegeven in 1995, live opgenomen in Slovenië in 1960
- 2001: Ben Webster and The M.J.Q.: 1953: An Exceptional Encounter (The Jazz Factory), live opgenomen
- 2001: A Night at the Opera (Jazz Door)
- 2006: La Ronde: A Proper Introduction to the Modern Jazz Quartet
- 2009: Monterey Jazz Festival (Douglas Records)

## Filmografie
- 2005: The Modern Jazz Quartet: 35th Anniversary Tour
- 2007: 40 Years of MJQ
- 2008: Django